# Александровка (Старосинявский район)
Алекса́ндровка (укр. Олександрівка) — село в Старосинявском районе Хмельницкой области Украины.
Население по переписи 2001 года составляло 128 человек. По данным Государственного реестра избирателей, по состоянию на 31 декабря 2021 года, в селе зарегистрирован 31 человек, но фактически село вымерло — нет ни одного жителя. Почтовый индекс — 31421. Телефонный код — 3850. Занимает площадь 0,686 км². Код КОАТУУ — 6824486504.

## Местный совет
31421, Хмельницкая обл., Старосинявский р-н, с. Алексеевка